# سلالة تشالوكيا الحاكمة
كان سلالة تشالوكيا سلالة ملكية هندية كلاسيكية حكمت أجزاءًا كبيرة من الهند الوسطى والهند الجنوبية بين القرن السادس والقرن الثاني عشر. خلال
ذه الفترة، حكمت هذه السلالة بصفتها ثلاث سلالات مرتبطة ببعضها وسلالاتٍ فردية في آن واحد. حكمت السلالة الأقدم، التي عُرفت ب«سلالة تشالوكيا بادامي»، من فاتابي (بادامي الحديثة) منذ أواسط القرن السادس. بدأت سلالة تشالوكيا بادامي بتأكيد استقلالها مع انهيار مملكة بانافاسي التابعة لسلالة كادامبا وسرعان ما برزت خلال حكم بولاكيشين الثاني. في أعقاب وفاة بولاكيشين الثاني، أصبحت تشولاكيا الشرقية مملكة مستقلة في ديكان الشرقية. حكمت من إقليم فينجي حتى القرن الحادي عشر تقريبًا. في ديكان الغربية، طغى صعود راشتراكوتاس في أواسط القرن الثامن على سلالة تشالوكيا بادامي قبل إحيائها من قبل أحفادها، سلالة تشالوكيا الغربية، في أواخر القرن العاشر. حكمت سلالة تشالوكيا الغربية هذه من كالياني (باسافاكاليان) حتى نهاية القرن الثاني عشر.
يمثل حكم سلالات تشالوكيا علامة هامة في تاريخ جنوب الهند وعصرًا ذهبيًا في تاريخ كارناتاكا. تحول المناخ السياسي في جنوب الهند من ممالك أصغر إلى إمبراطوريات ضخمة مع صعود سلالة تشالوكيا بادامي. سيطرت مملكة اتخذت جنوبي الهند مقرًا لها على كامل الإقليم بين كافيري وأنهار نارمادا ووطدت أركانها في تلك المنطقة. شهد صعود هذه الإمبراطورية ولادة إدارة فعالة، وتجارة وتبادلًا تجاريًا خارجيًا وتطوير أسلوب جديد للهندسة المعمارية يدعى «عمارة تشالوكيا». حظي أدب كانادا، الذي تمتع بدعم ملكي في بلاط راشتراكوتا في القرن التاسع، برعاية كبيرة من سلالة تشالوكيا الغربية في تقاليد جاين وفيراشايفا. شهد القرن الحادي عشر رعاية أدب تيلوغو في ظل سلالة تشالوكيا الشرقية.

## الأصول

### سكان كارناتاكا الأصليون
في حين تتباين الآراء في ما يتعلق بالأصول المبكرة لسلالات تشالوكيا، يجمع المؤرخون الشهيرون مثل جون كي ودي. سي. سيركار وهانز راج وإس. سين وكاماث وكي. إف. راميش وكارماركار أن مؤسسي الإمبراطورية في بادامي كانوا من السكان الأصليين لمنطقة كارناتاكا الحديثة.
طُرحت نظرية مفادها أنهم كانوا نسلًا لزعيم قبلي من القرن الثاني يُدعى كانداتشاليكي ريماناكا، وهو إقطاعي من سلالة أندهرا إيكشفاكو (من نقش إيكشفاكو يعود إلى القرن الثاني). وفقًا لكاماث فشل هذا في تفسير الاختلاف في النسب. يسمي إقطاعيو كانداتشاليكي أنفسهم فاشيسثيبوتراس من هيرانياكاغوتر. إلا أن سلالات تشاليوكا تصف نفسها في نقوشها ب هاريثيبوتراس من مانافياساغوترا، وهو نسب سادتهم الأوائل نفسه، أسرة كادامباس من بانافاسي. ويجعل هذا منهم نسبًا لأسرة كادامباس. سيطرت سلالات تشاليوكا على الأراضي التي كانت تحكمها في السابق أسرة كادامباس.
يذكر سجل لاحق لسلالة تشاليوكا الشرقية نظرية الأصل الشمالي ويدّعي أن أحد الحكام لمدينة أيودهيا أتى من الجنوب وهزم البالافيين وتزوج أميرة بالافية. أنجبت الأميرة ولدًا سُمي فيجاياديتيا الذي يُزعم أنه والد بولاكيشين الأول. وعلى الرغم من ذلك، وفقًا لمؤرخين مثل كي. في. راميش وتشوبرا وساستري، ثمة نقوش لسلالة تشاليوكا بادامي تؤكد أن جاياسيمها كان جد بولاكيشين وراناراغا، والده. يزعم كاماث ومورايس وجود ممارسة شعبية في القرن الحادي عشر تربط نسب الأسرة الملكية الهندية الجنوبية بمملكة شمالية. لا يوجد في سجلات سلالة تشاليوكا بادامي أي ذكر يتعلق بأصل من مدينة أيودهيا.
في حين أن نظرية الأصل الشمالي كانت قد دُحضت من قبل العديد من المؤرخين، أشار اختصاصي الكتابات الأثرية كي. في. راميش أن هجرة جنوبية في عصر أبكر هي احتمالية منفصلة تستوجب تفحصًا. وفقًا له، قد تكون هجرتهم المبكرة إلى منطقة كارناتاكا الحالية حيث حققوا النجاح كزعماء لقبائل وملوك سبب الغياب التام لأي إشارة كتابية لصلاتهم العائلية بأيوديا ولهوية الكاناديجا اللاحقة الخاصة بهم. ومن ثم، ربما لم يكن أصل أسلافهم ذا أهمية بالنسبة لملوك الإمبراطورية الذين ربما كانوا يعتبرون أنفسهم من السكان الأصليين للإقليم الناطق باللغة الكانادية. تشير كتابات بيلهانا، شاعر كشميري من القرن الثاني عشر، أن عائلة تشالوكيا كانت تنتمي إلى فرقة شودرا في حين تدعي مصادر أخرى أنهم كانوا ينتمون إلى فرقة كشاترياس
يشير المؤرخان يان هوبين وكاماث واختصاصي الكتابات الأثرية دي. سي. سيركار إلى أن نقوش سلالة تشاليوكا بادامي مكتوبة باللغتين الكانادية والسنسكريتية. بحسب المؤرخ إن. إل. راو، تسميهم نقوشهم كارناتاس وتستخدم أسماؤهم ألقاب الكانادا الأصلية مثل برياغاللام ونودوتاغيلفوم. تنتهي أسماء بعض أمراء سلالة تشاليوكا بالتعبير الكانادي الصرف أراسا (يعني «الملك» أو «الرئيس»). تسمي نقوش راشتراكوتا سلالة تشاليوكا بادامي كارناتابالا («قوة كارناتا»). أشار المؤرخ إس. سي. نانديناث أن كلمة «تشاليوكا» أتت في الأصل من سالكي أو تشالكي وهي كلمة كانادية لأداة زراعية.